# Jiří Třanovský
Jiří Třanovský (tudi Tranovský, Trzanowski), slovaški pisec himn in evangeličanski pridigar, * 27. marec 1592, Teschen, † 29. maj 1637, Liptovský Mikuláš. 
Třanovský je imenovan je tudi Slovanski Luter in Slovaški himnik. Študiral je v mestih Guben in Kolberg sprejet je bil na univerzo v Wittenbergu.

## Dela
- v češčini:
  - Konffessí Augšpurská (prevajanje) – Olomouc 1620.
  - Phiala odoramentorum – nábožné modlitby - Molitve nabožne 1635
  - Cithara sanctorum - evangeličanski spevnik, v veljavi do konca 20. stoletja, ponatisnjen več kot 200-krat; prvič izdan leta 1636
- v latinščini:
  - Odarum sacrarum sive hymnorum libri III; Brieg 1629.